# Мечеть Ени

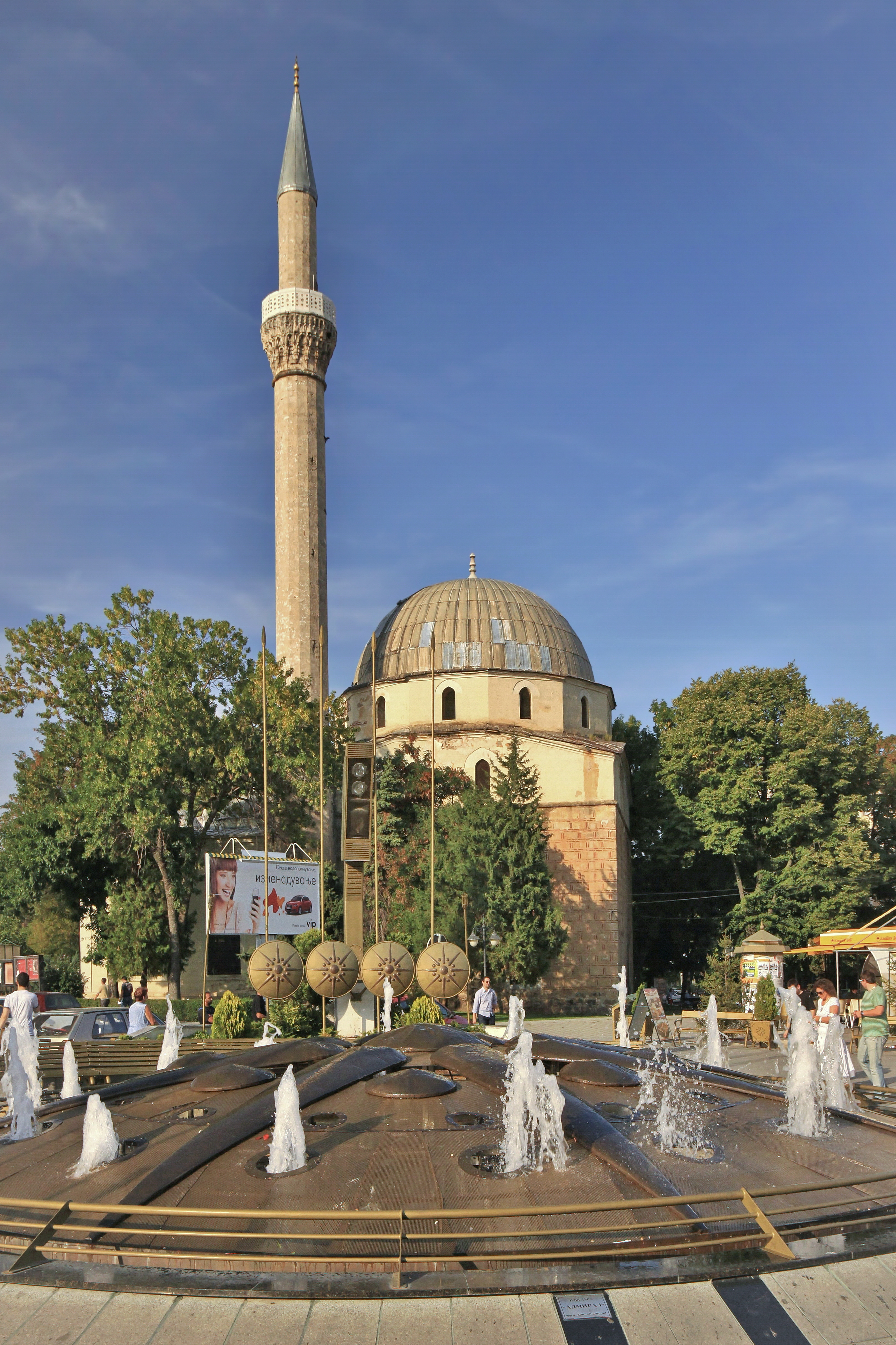
Мечеть Ени

Мечеть Ени или Ени-джамия (макед. Јени џамија, от тур. Yeni — «новая») — мечеть в городе Битола, Северная Македония построенная в 1558 году кади Махмудом-эфенди. Известна своими глазурованными орнаментами и сталактитами, которые использованы в оформлении интерьера. Сегодня здание мечети используется в качестве художественной галереи.

## Архитектура
Мечеть представляет собой квадратное в плане здание, увенчанное куполом. К основному объёму примыкает минарет высотой 40 м. Как показали археологические раскопки, фундамент здания покоится на останках христианской церкви святого Георгия, находившейся здесь ранее.